# تدی تتزلاف
تدی تتزلاف (انگلیسی: Teddy Tetzlaff؛ ‏ ۵ فوریهٔ ۱۸۸۳ – ۸ دسامبر ۱۹۲۹) بازیگر، مهندس و راننده خودروی مسابقه‌ای اهل ایالات متحده آمریکا بود. او یکی از راننده‌های فعال در سال‌های آغازین شکل‌گیری مسابقات اتومبیل رانی بود که در چهار مسابقه نخست ایندیاناپولیس ۵۰۰ شرکت کرد که بالاترین مقامی که بدان دست یافت، رتبهٔ دومی در سال ۱۹۱۲ بود. او به دلیل رفتار خشن با وسایل نقلیه خود، لقب «تدی وحشتناک» را به خود گرفته بود. سبک مسابقه‌ای دورِ موتور بالا و پُرگاز او، گاهی او را برنده مسابقه می‌کرد، گاهی موتورش را منفجر می‌کرد یا باعث تصادف اتومبیلش می‌شد.
از فیلم‌هایی که وی در آن‌ها نقش داشته است، می‌توان به شهریاران سرعت اشاره نمود.